# Casa Miquel Valldejuli
La Casa Miquel Valldejuli és un edifici situat al carrer de l'Argenteria, 65
de Barcelona, catalogat com a bé cultural d'interès local.

## Història
El 1803, el cerer Miquel Valldejuli i Mallachs va demanar permís per a reconstruir la seva casa amb planta baixa i un pis, segons el projecte del mestre de cases Andreu Pedrerol. El 1805, Valldejuli va presentar el projecte del cos principal de planta baixa i tres pisos, que incloïa l'accés al carreró compartit amb el seu veí Francesc de Gomis i el portal de la seva botiga, obra del mestre de cases Ramon Ferrer. Poc després, Gomis va presentar el del seu edifici, obra de l'arquitecte Joan Garrido i Julià.
El 1973, després d'una reforma interior de l'arquitecte Lluís Clotet, s'instal·là als baixos la sala Zeleste, que hi romangué fins a l'any 1986, quan es traslladà al Poblenou (vegeu Fàbrica Huracan Motors).

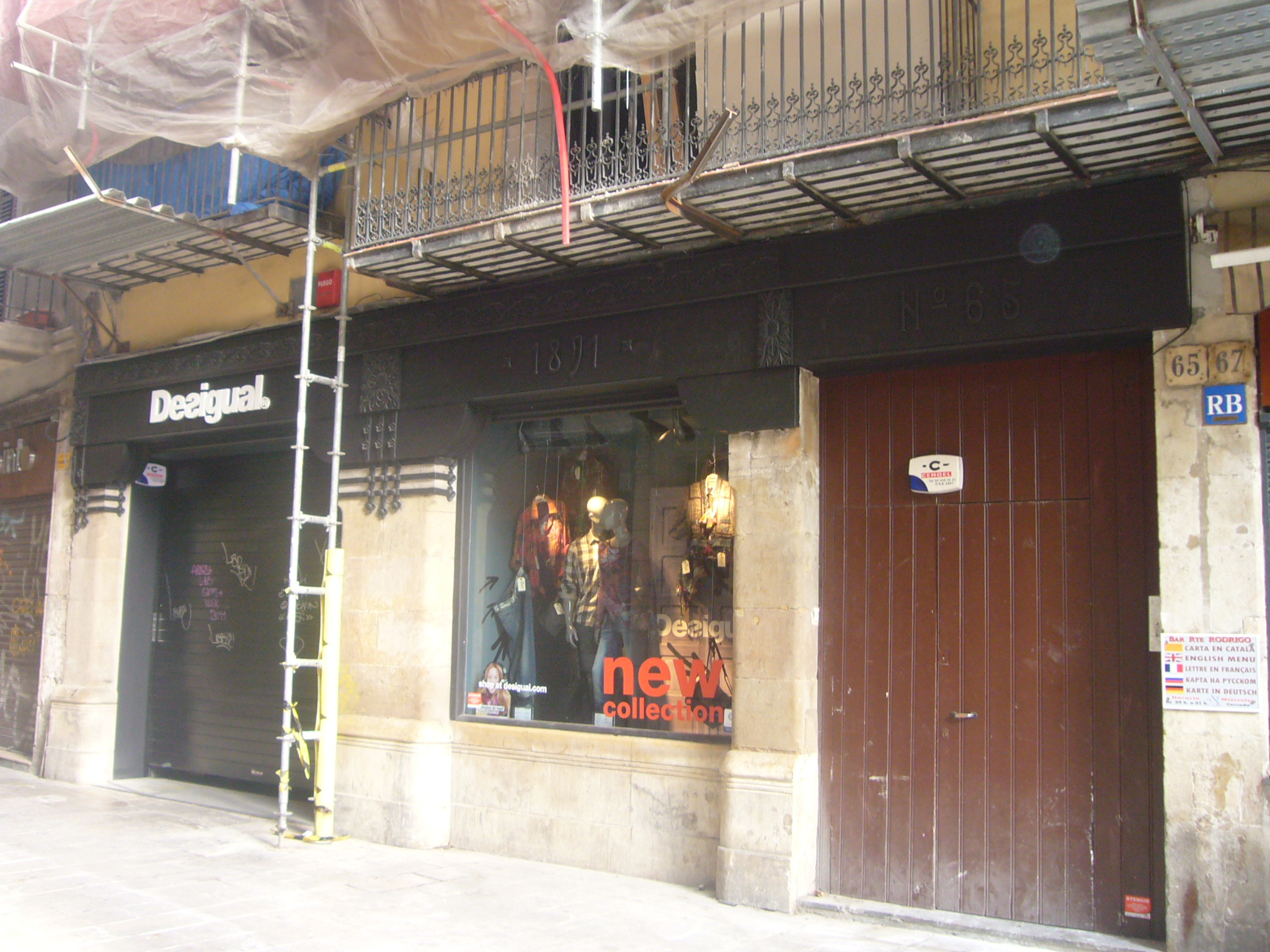
Detall dels baixos

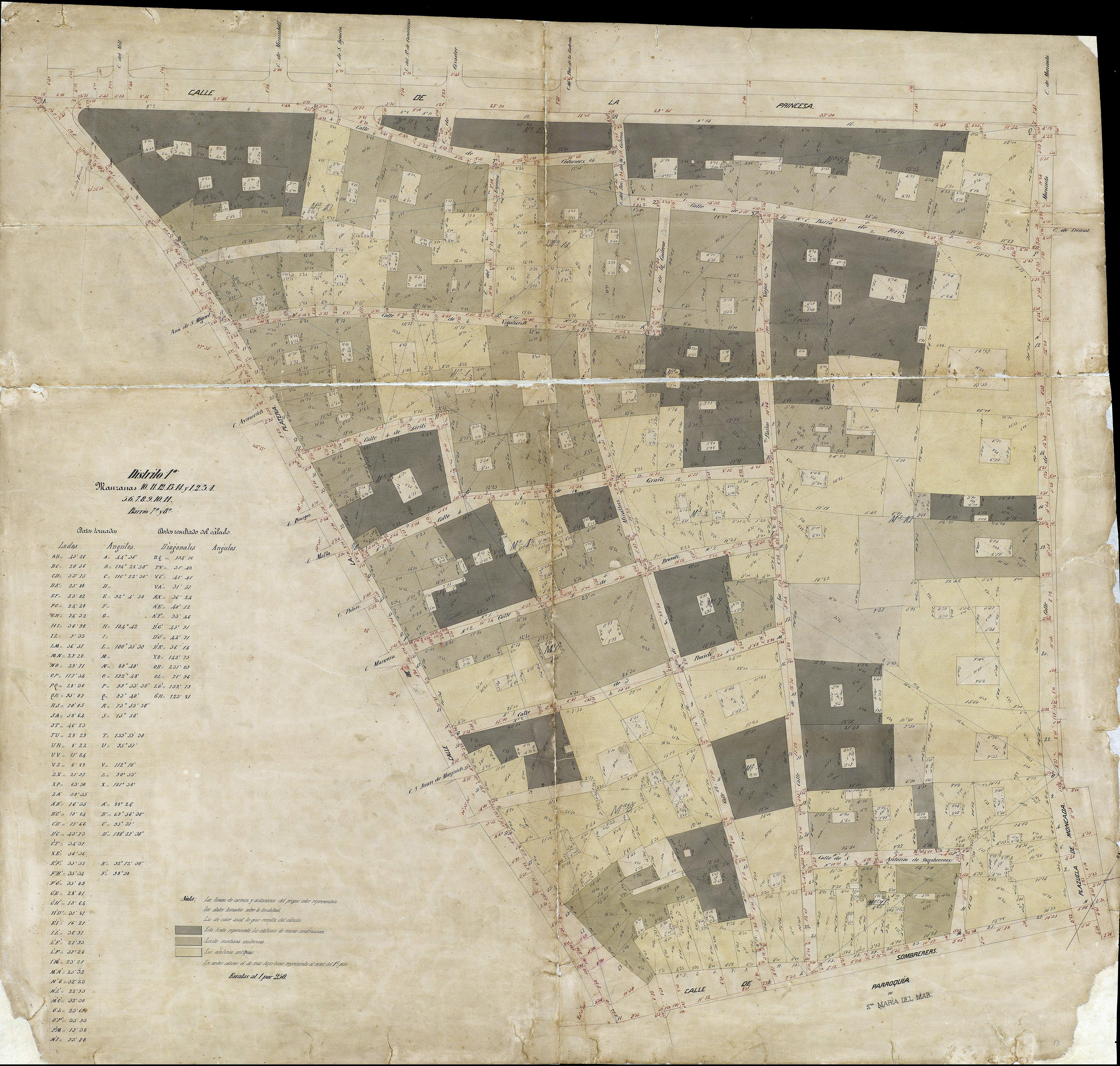
Quarteró núm. 13 de Garriga i Roca (c. 1860)

## Descripció
Està format per dos cossos, un de planta baixa i dos pisos (possiblement una casa artesana en el seu origen), amb escala que comunica directament des del local comercial, i un altre, el principal, amb un pis més (igualats en alçada a la reforma recent). Tots els balcons són de llosana de ferro i rajoles i, entre les baranes de ferro forjat, són especialment interessants les de la balconera del primer i els dos balcons del segon (sempre al cos principal) amb senzills ornaments de principis del segle xix.
Al fons de la parcel·la hi ha les restes d'un antic carreró sense sortida (al qual s'accedia des de la porta principal) on es troba una llinda gòtica, procedent d'un altre edifici.
El local de la dreta pertany a l'edifici veí del núm. 67, i al de l'esquerra hi havia la botiga de teixits Succesors de Modest Amar, fundada el 1871, que manté la decoració exterior, atribuïda a Enric Catà, i formada per una extensa biga de fusta amb relleus i aplacats metàl·lics, que reposa sobre capçals també de fusta i peus drets de pedra.